# Томова, Виктория
Виктория Константинова Томова (англ. Viktoriya Konstantinova Tomova; род. 25 февраля 1995, София) — болгарская профессиональная теннисистка. Победительница одного турнира WTA 125 в одиночном разряде; победительница тридцати турниров ITF (18 — в одиночном разряде).

## Общая информация
Родилась 25 февраля 1995 года в Софии, в Болгарии.

## Спортивная карьера
В 2011—2023 годах стала победительницей восемнадцати турниров ITF в одиночном разряде.
И в 2011—2016 годах стала победительницей ещё двенадцати турниров ITF в парном разряде.

### 2023
В конце мая 2023 года участвовала на Открытом чемпионате Франции в одиночном разряде, где в первом раунде соревнований проиграла россиянке Екатерина Александрова со счётом: 1-6, 6-2, 1-6.
Она также участвовала в парном разряде этого турнира вместе с грузинкой Нателой Дзаламидзе, где в первом раунде соревнований они проиграли Кристине Младенович и Чжан Шуай со счётом: 2-6, 1-6.
В августе 2023 года в Чикаго (США) стала победительницей в одиночном разряде турнира WTA 125, где она в финале победила американку Клер Лю со счётом: 6-1, 6-4.

### 2024
В январе 2024 года участвовала на Открытом чемпионате Австралии в одиночном разряде, где она в первом раунде соревнований победила американку Кайлу Дэй, но во втором круге проиграла украинке Элине Свитолиной со счётом: 1-6, 3-6.
Она также участвовала в парном разряде этого турнира вместе с россиянкой Миррой Андреевой, где они в первой круга соревнований проиграли Анне Блинковой и Александре Соснович со счётом: 4-6, 0-6.

## Итоговое место в рейтинге WTA по годам
| Год  | Одиночный рейтинг | Парный рейтинг |
| 2023 | 96                | 1070           |
| 2022 | 90                | 1539           |
| 2021 | 116               | 1668           |
| 2020 | 138               |                |
| 2019 | 159               |                |
| 2018 | 156               |                |
| 2017 | 141               |                |
| 2016 | 152               | 383            |
| 2015 | 474               | 730            |
| 2014 | 332               | 301            |
| 2013 | 397               | 353            |
| 2012 | 528               | 869            |
| 2011 | 780               |                |
| 2010 | 852               |                |
| 2009 | 906               |                |